# Davey Johnstone
Davey Johnstone (Edimburgo, 6 maggio 1951) è un chitarrista e polistrumentista britannico prevalentemente noto per la sua collaborazione con Elton John.

## Biografia
Chitarrista e cantore (ma lo possiamo trovare anche al mandolino, al sitar e al sintetizzatore), ha inoltre collaborato con Leo Sayer, Bob Seger e Rod Stewart.
Iniziò la sua carriera professionale con il cantante folk irlandese Noel Murphy. In seguito entrò a far parte del gruppo folk rock inglese dei Magna Carta, suonando in tre dischi (in Seasons come session man, in Songs from Wasties Orchard e nell'album live In Concert come membro della band).
Nel 1970 fu notato dal produttore discografico Gus Dudgeon, che gli propose di suonare nell'album Bernie Taupin (dell'omonimo paroliere) del 1970; in seguito sarà proprio Dudgeon a fare in modo che Davey potesse suonare in una traccia (Holiday Inn) dell'album di Elton John Madman Across the Water (1971).
Nel 1972 Johnstone divenne parte della Elton John Band insieme al bassista Dee Murray e al batterista Nigel Olsson: la sua presenza contribuirà non poco al classico sound dei primi album della superstar (Honky Château, Don't Shoot Me I'm Only the Piano Player, Goodbye Yellow Brick Road, Captain Fantastic and the Brown Dirt Cowboy).
Nel 1973 pubblicò, come artista solista, un album dallo scarso riscontro di vendite, prodotto dalla Rocket Records (Smiling Face, 1973); a quell'epoca era anche sposato con una certa Diana. Negli anni successivi collaborerà con Alice Cooper e Meat Loaf. Entrò anche a far parte di un gruppo musicale (i China) sul finire degli anni Settanta. Proprio in quel periodo si fidanzò con la cantante statunitense Kiki Dee.
In ogni caso, Johnstone si distaccò da Elton John solo per pochi anni, e in molti album dell'artista non è difficile trovare Davey alla chitarra, ai cori o al mandolino. Nei live è poi una presenza fissa, salvo rarissime eccezioni.
Nel 1990 formò il gruppo dei Warpipes insieme ad altri musicisti legati ad Elton, con i quali distribuì un album, Holes in the Heavens (Artful Balance Records); in seguito il disco, rinominato Warpipes, sarà distribuito dalla Bridge Recordings.
Nel 1996 Davey pubblicò un video (Davey Johnstone: Starlicks Master), nel quale egli esegue alcuni classici di Elton John accompagnato da Billy Trudel (voce) e Bob Birch (basso). Nel 1997 collaborò inoltre con il chitarrista John Jorgenson per la pubblicazione del CD acustico Crop Circles (accolto con favore dalla critica). Nel 2001 perse il figlio Oliver, annegato nella piscina di famiglia: l'album di Elton John Songs from the West Coast è dedicato anche alla memoria del bambino.
Attualmente, Davey Johnstone vive a Los Angeles ed è il direttore musicale e il chitarrista della Elton John Band: lavora insieme a Nigel Olsson (batteria e cori), John Mahon (percussioni e cori).